# Campionati norvegesi di sci alpino 1990
I Campionati norvegesi di sci alpino 1990 si svolsero a Hafjell e a Varingskollen tra il 17 e il 24 febbraio. Il programma incluse gare di discesa libera, supergigante, slalom gigante, slalom speciale e combinata, sia maschili sia femminili.

## Risultati

### Uomini

#### Discesa libera
| Pos. | Atleta         | Nazione  | Tempo   |
| ---- | -------------- | -------- | ------- |
| 1    | Atle Skårdal   | Norvegia | 1:53,48 |
| 2    | Asgeir Linberg | Norvegia | 1:54,57 |
| 3    | Lasse Arnesen  | Norvegia | 1:54,78 |

Data: 23 febbraio

Località: Hafjell

#### Supergigante
| Pos. | Atleta                | Nazione  | Tempo   |
| ---- | --------------------- | -------- | ------- |
| 1    | Kjetil André Aamodt   | Norvegia | 1:22,94 |
| 2    | Ole Kristian Furuseth | Norvegia | 1:23,42 |
| 3    | Lasse Kjus            | Norvegia | 1:23,94 |

Data: 24 febbraio

Località: Hafjell

#### Slalom gigante
| Pos. | Atleta                | Nazione  | Tempo   |
| ---- | --------------------- | -------- | ------- |
| 1    | Ole Kristian Furuseth | Norvegia | 2:08,32 |
| 2    | Lasse Arnesen         | Norvegia | 2:09,01 |
| 3    | Didrik Marksten       | Norvegia | 2:09,54 |

Data: 17 febbraio

Località: Varingskollen

#### Slalom speciale
| Pos. | Atleta                | Nazione  | Tempo   |
| ---- | --------------------- | -------- | ------- |
| 1    | Ole Kristian Furuseth | Norvegia | 1:43,17 |
| 2    | Odd Fossland          | Norvegia | 1:43,98 |
| 3    | Kjetil André Aamodt   | Norvegia | 1:44,46 |

Data: 18 febbraio

Località: Varingskollen

#### Combinata
| Pos. | Atleta              | Nazione  |
| ---- | ------------------- | -------- |
| 1    | Kjetil André Aamodt | Norvegia |
| 2    |                     |          |
| 3    |                     |          |

### Donne

#### Discesa libera
| Pos. | Atleta         | Nazione  | Tempo   |
| ---- | -------------- | -------- | ------- |
| 1    | Astrid Lødemel | Norvegia | 1:24,13 |
| 2    | Linn Remmen    | Norvegia | 1:24,49 |
| 3    | Anja Brekkan   | Norvegia | 1:26,00 |

Data: 23 febbraio

Località: Hafjell

#### Supergigante
| Pos. | Atleta            | Nazione  | Tempo   |
| ---- | ----------------- | -------- | ------- |
| 1    | Marianne Aam      | Norvegia | 1:27,22 |
| 2    | Kari Anne Saude   | Norvegia | 1:28,93 |
| 3    | Marianne Kjørstad | Norvegia | 1:29,29 |

Data: 24 febbraio

Località: Hafjell

#### Slalom gigante
| Pos. | Atleta             | Nazione  | Tempo   |
| ---- | ------------------ | -------- | ------- |
| 1    | Merete Fjeldavlie  | Norvegia | 2:17,19 |
| 2    | Julie Lunde Hansen | Norvegia | 2:17,61 |
| 3    | Anne Berge         | Norvegia | 2:19,31 |

Data: 17 febbraio

Località: Varingskollen

#### Slalom speciale
| Pos. | Atleta            | Nazione  | Tempo   |
| ---- | ----------------- | -------- | ------- |
| 1    | Hanne Dreyer      | Norvegia | 1:47,07 |
| 2    | Merete Fjeldavlie | Norvegia | 1:48,45 |
| 3    | Marianne Kjørstad | Norvegia | 1:50,07 |

Data: 18 febbraio

Località: Varingskollen

#### Combinata
| Pos. | Atleta            | Nazione  |
| ---- | ----------------- | -------- |
| 1    | Marianne Kjørstad | Norvegia |
| 2    |                   |          |
| 3    |                   |          |